# Cherem
Jérem (חרם) es la mayor censura rabínica judía e implica la exclusión de una persona de la comunidad a la que pertenece. Es una forma de rechazo similar a la excomunión en la Iglesia católica. Términos cognados en otras lenguas semíticas son por ejemplo el árabe ḥarām (prohibido, tabú, fuera de los límites, inmoral) o el término etíope `irm (maldito). Algunos de los casos más famosos de hérem son los del filósofo del siglo XVII Baruch Spinoza y el de León Trotski en 1918.
El nidui es antes del herem, una forma de culpa a través del "forzado" aislamiento espiritual y luego real.
Tanto el herem como el nidui  han referido a ofensas graves a los Jajamim o incluso a los profetas del pueblo judío y, por lo tanto, al desprecio por las palabras de la Torá.
El aislamiento del culpable es tal que incluso el rey Salomón solía decir: “No prestes atención a todo lo que se hable”.
La comunidad generalmente sigue el orden de no comunicarse con aquellos que reciben este castigo, que solo puede hacer el maestro que infligió el nidui o el herem. Está prohibido enseñar para aquellos que están sujetos a este castigo.